# Пуцкий повет
Пуцкий повят (пол. Powiat pucki) — повят (район) в Польше, входит как административная единица в Поморское воеводство. Центр повята — город Пуцк. Занимает площадь 577,85 км². Население — 82 755 человек (на 30 июня 2015 года).
К Пуцкому повяту относится Хельская коса.

## Административное деление
- города: Хель, Ястарня, Пуцк, Владыславово
- городские гмины: Хель, Ястарня, Пуцк, Владыславово
- сельские гмины: Гмина Косаково, Гмина Крокова, Гмина Пуцк

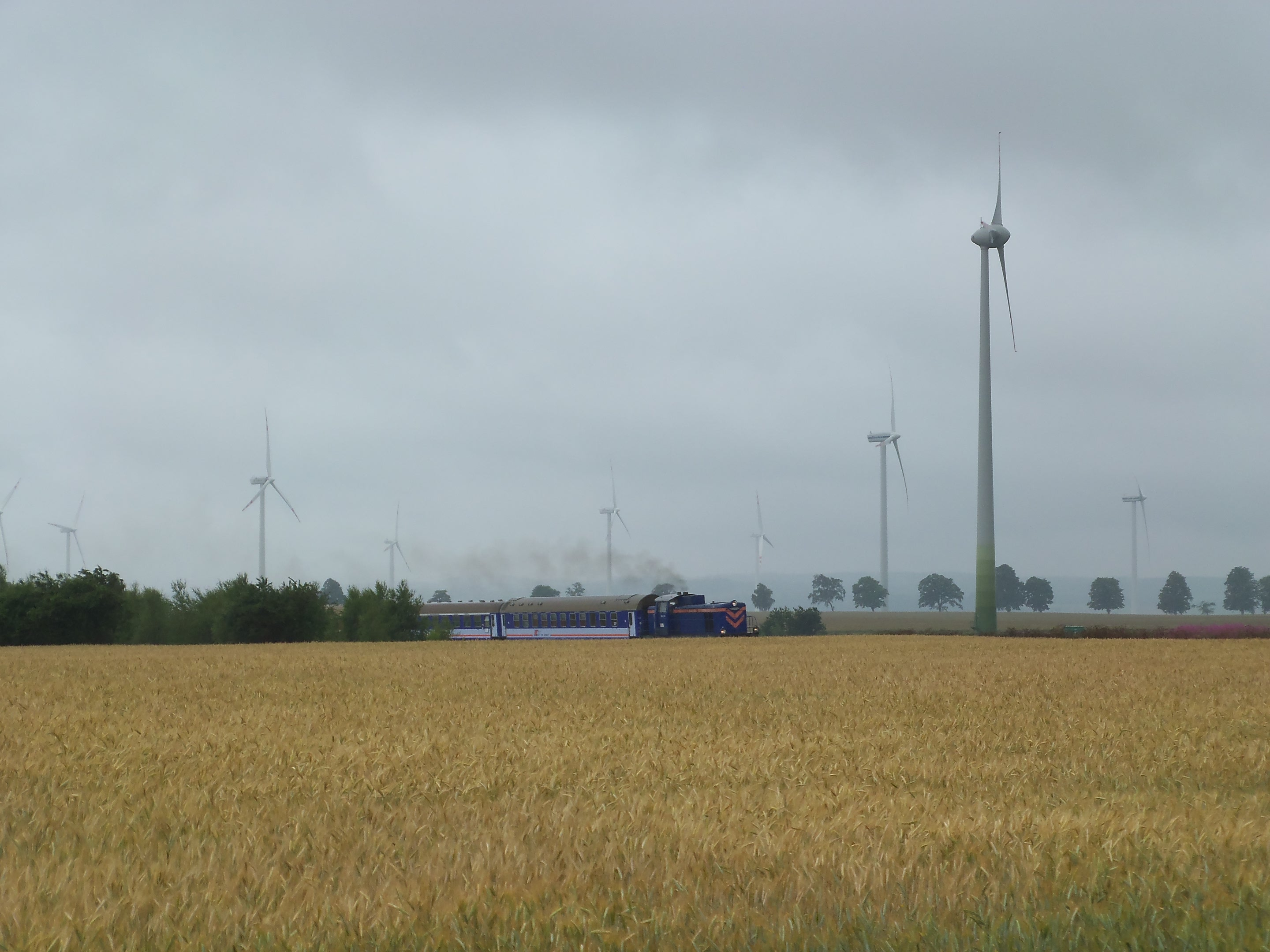
Ветрогенераторы на побережье Балтийского моря

## Демография
Население повята дано на 30 июня 2015 года.
| Перепись            | Всего  | Мужчины | Женщины |
| ------------------- | ------ | ------- | ------- |
|                     | чел.   | чел.    | чел.    |
| Всего               | 82 755 | 41 024  | 41 731  |
| Городское население | 28 764 | 13 952  | 14 812  |
| Сельское население  | 53 991 | 27 072  | 26 919  |